# Marco Cappato
Marco Cappato (né le 25 mai 1971 à Milan) est un homme politique italien, membre des Radicaux italiens, appartenant au bureau national du parti et ancien député au Parlement européen où il était inscrit au groupe ADLE.

## Biographie

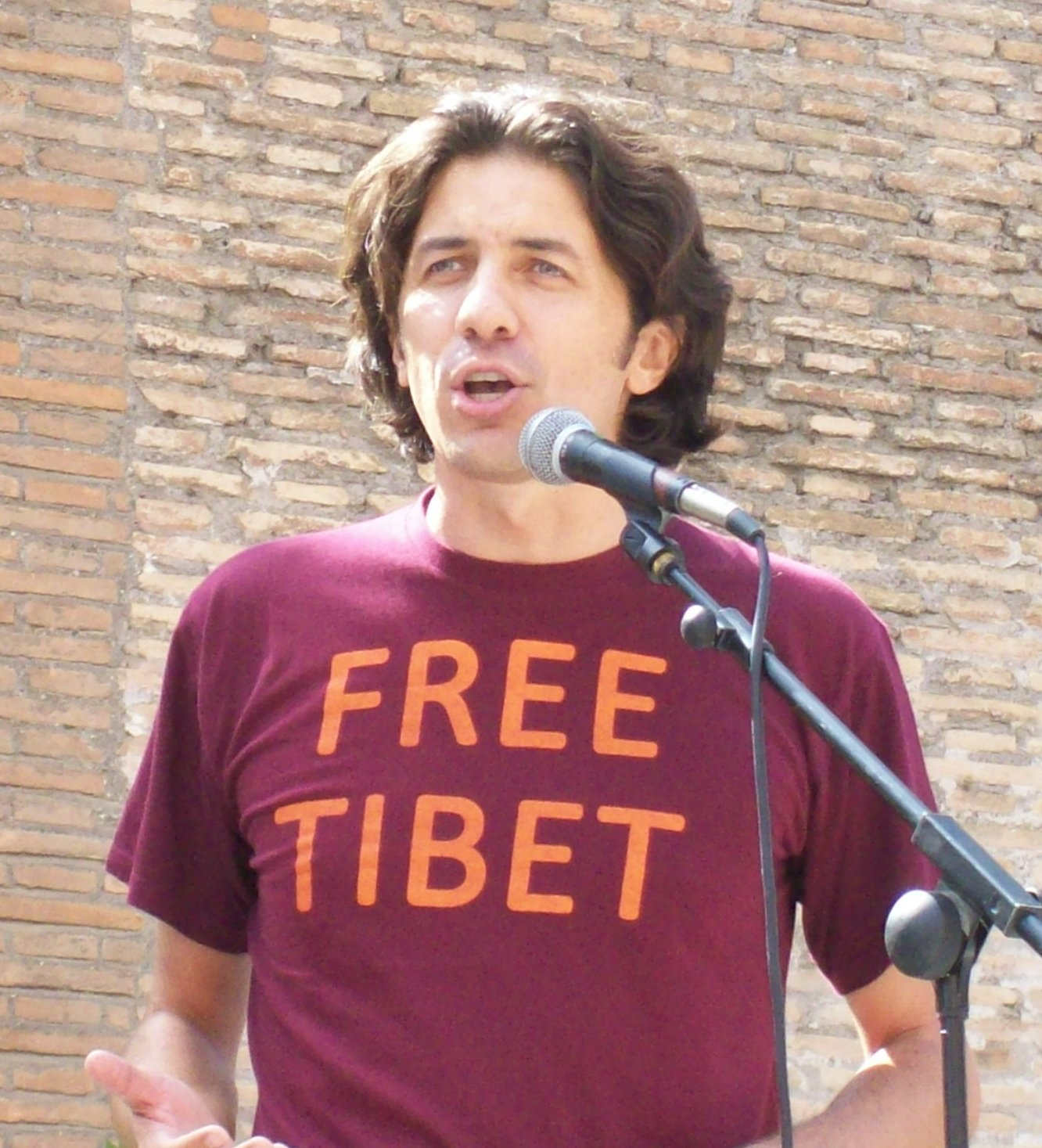
Marco Cappato manifeste pour la liberté au Tibet

Après le lycée classique, Marco Cappato entreprend des études d'économie à l'université Bocconi de Milan. En 1995, il quitte son travail de responsable des ressources humaines dans une entreprise et commence à s'occuper de politique à plein-temps en devenant conseiller général du Parti radical et collaborateur des élus radicaux au Parlement européen.
Très intéressé aux campagnes anti-prohibitionnistes et libertaires, il s'expose en première ligne en se faisant arrêter à Manchester (en Angleterre) pour une action non-violente de protestation civile contre les lois britanniques interdisant la possession de drogue, même pour une utilisation personnelle. 
En 1996, il devient trésorier du CORA (Coordination radicale anti-prohibitionniste) et en 1997 il  devient le responsable du Parti radical transnational à l'ONU (à New York) d'où il pousse pour la création du Tribunal pénal international. De janvier 1999 à juillet 2001, il est coordinateur du « Comité radical pour la révolution libérale et les États-Unis d'Europe », organe de coordination politique entre toutes les réalités radicales. 
En 1999 il est élu député européen dans la liste Bonino, il sera très actif sur la question des libertés digitales  et son travail lui fait gagner le prix de « Politicien de l'année » du journal « European Voice », en raison de son engagement pour la protection des communications électroniques « dans un moment pendant lequel Europe et Amérique sont en train de lutter contre le terrorisme. »  Pour les mêmes raisons il gagnera le prix de la revue américaine « Wired. »
De mars à novembre 2002, il est le président de la direction du Parti radical transnational. En octobre 2002, il devient coordinateur des parlementaires pour l'Action anti-prohibitionniste, une centaine des politiciens qui luttent contre le prohibitionnisme autour du monde.
En 2004 il est nommé Secrétaire de l'"Association Luca Coscioni" et coordinateur des initiatives électorales et référendaires des Radicaux. S'occupe des questions liées aux issues de l'"Association Luca Coscioni pour la liberté de recherche scientifique" et tant que parlementaire il va débloquer les fonds européens pour la recherche sur les cellules staminales prévenantes des embryons en surplus.   
En 2005, il est réélu secrétaire de l'Association et arrive au Parlement avec la « liste  Bonino » aux élections des 9-10 avril. Il démissionne en 2006 pour aller occuper le siège de Emma Bonino au Parlement européen, où il s'inscrit dans le groupe de l' « Alliance des libéraux et démocrates pour l'Europe. » Son travail se concentre sur la Commission des Affaires étrangères et dans la délégation pour les Relations avec le Mashreq.
En 2007, il était à la tète de la délégation radicale qui, avec d'autres groupes politiques, voulait donner au maire de Moscou, Luzhkov une lettre signée par 50 députés européens et italiens lui demandant d'autoriser la « Gay Pride » dans la ville, ce qui lui a valu une arrestation, suivi d'une remise en liberté sans procès. 